# Kodeks z Rody

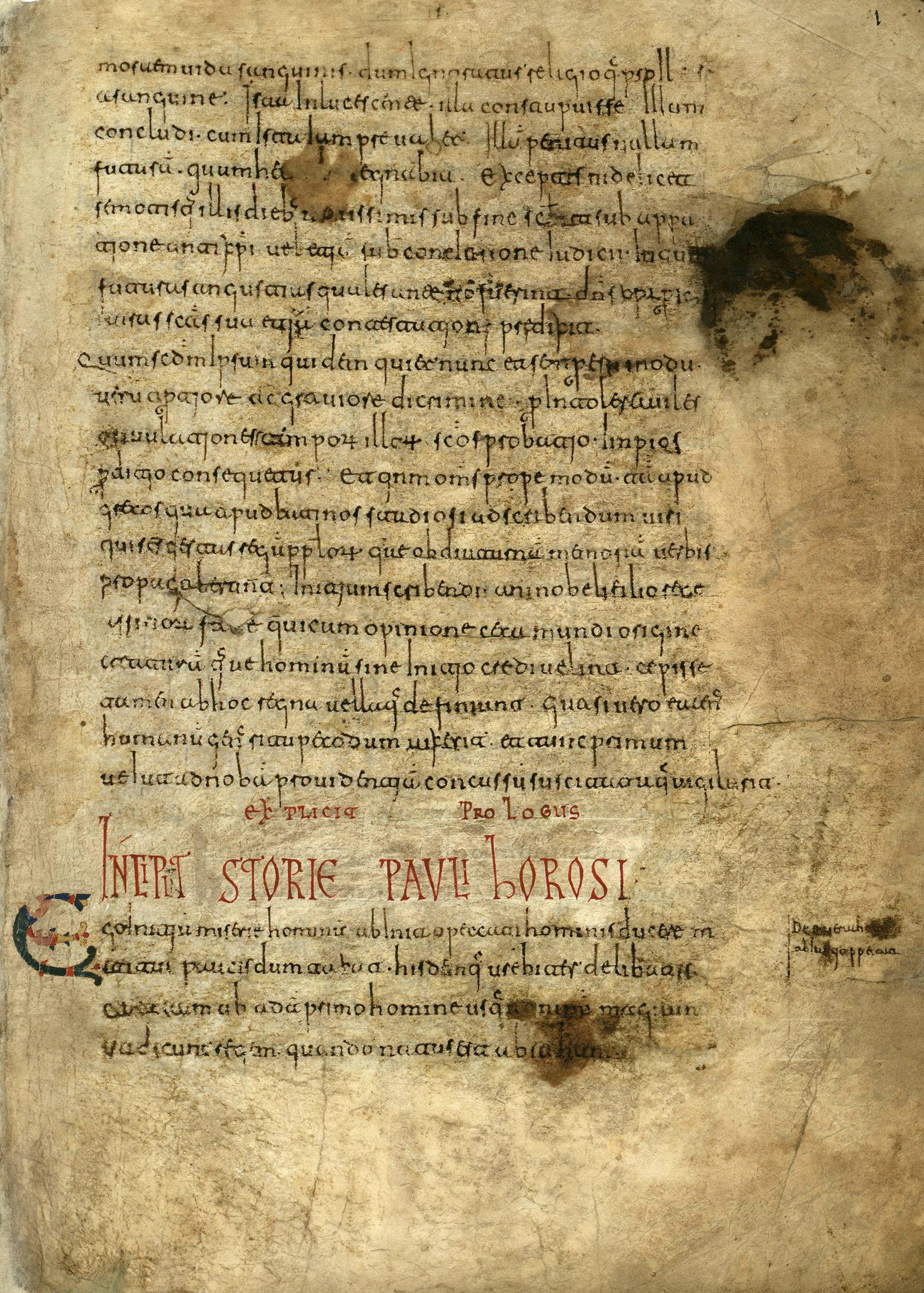
Karta z kodeksu

Kodeks z Rody, hiszp.: Códice de Roda, Códice de Meyá – średniowieczny manuskrypt zawierający informacje na temat Królestwa Nawarry i jego sąsiadów w IX wieku.
Większość zawartych w nim tekstów, poza kopiami wcześniejszych dzieł, powstała pod koniec X wieku, choć niektórzy sugerują, iż część pochodzi z XI wieku. Kodeks spisany został w Królestwie Nawarry, najprawdopodobniej w Nájera, a jego autorzy posługiwali się minuskułą wizygocką. Kodeks liczy 232 strony, a jego wymiary to 205 mm na 285 mm. Do XII wieku manuskrypt znajdował się w Nájera, następnie zaś został złożony w archiwach katedry w Rodzie, od której wywodzi swoją nazwę. W XVIII wieku został nabyty przez przeora klasztoru Świętej Marii z Meyá i przekazany w prywatne ręce. Do momentu odnalezienia w 1928 roku uczeni byli skazani na korzystanie z kopii i odpisów. Obecnie Kodeks znajduje się w Królewskiej Akademii Historii.
Manuskrypt zawiera zarówno kopie innych, wcześniejszych tekstów, jak i unikatowe, nie spotykane nigdzie indziej materiały. Wśród kopii znajdują się takie dzieła (lub ich fragmenty) jak Siedem ksiąg historii przeciwko poganom Pawła Orozjusza, Historia Wandalów i Swewów oraz Historia Gotów Świętego Izydora z Sewilli, Kodeks Vigilanus i rodowód Chrystusa. Do unikatowych materiałów należą kroniki Królestwa Nawarry, lista muzułmańskich władców Półwyspu Iberyjskiego, lista chrześcijańskich królów Nawarry, Leónu, Asturii i Francji oraz biskupów Pampeluny, a także pieśni pochwalne.
Najwartościowsze z punktu widzenia badań historycznych są rodowody dynastyczne, sięgające kilka pokoleń wstecz w stosunku do panujących w X wieku władców. Część historyków uważa zresztą, iż zawarte w Kodeksie genealogie to tak naprawdę kopie prac arabskiego uczonego Al Udri’ego.